# 山峰列表的列表
在许多世界著名山峰列表中，也许最早的一个是休•蒙罗爵士的“Munros”目录，其包含了苏格兰海拔3000英尺以上的山峰。 列表刚一确定，就成为所谓的“山峰收集”的流行目标，探险者尝试登顶列表中的所有山峰。
长此以往，此类列表上的山峰变得更具挑战性，也许最著名是八千米以上山峰列表（截至2019年6月，冬季登顶所有14座八千米以上山峰尚未有人完成）。其他极端的例子是“各洲最高峰列表”。
不断增加的山峰列表集合得到维护，并发布在与登山相关的网站上。

## 全世界
- 八千米以上山峰列表是海拔8000米以上的十四座山峰 ，都位于亚洲的喜马拉雅山脉和喀喇昆仑山脉。
- 从南极的文森山到亚洲的珠穆朗玛峰，各洲最高峰列表。
- 七大洲第二高峰是每个洲的第二高峰。登山者和作家乔恩·克拉考尔（Jon Krakauer）是1996年珠穆朗玛峰事故的幸存者，他认为，真正的登山者在进行这些对技术性要求更高，更严肃的攀登时将获得更多回报。
- 七大最高火山是每个洲的最高的火山。
- 超级突出峰是世界上地形突起度至少为1500米的山峰 ，而不论其位置、绝对高度或其他特征。
- 获得雪豹奖需要登顶前苏联7000米以上的五个山峰。

## 欧洲
- 阿尔卑斯四千米以上山峰是由国际登山联合会定义的法国、意大利和瑞士的阿尔卑斯山中的128座海拔4000米以上山峰（82个“官方山峰”和46个“较小山峰”）。
- 阿尔卑斯山六大北壁。
- 比利牛斯山三千米以上山峰是由国际登山联合会赞助的法国西班牙联合小组所定义的法国和西班牙的比利牛斯山脉中的129座海拔3000米以上山峰 。

## 不列颠群岛
英国和爱尔兰的山峰出于“山峰收集”的目的被分为各种列表。以下是知名列表：
- Munros：位于苏格兰，3000英尺(914.4米)以上的重要山峰 ;有282个Munros和227个Munro Tops。
- Furths：位于不列颠群岛，可以称为芒罗斯（Munros）但不在苏格兰的山峰；不列颠群岛有34个Furths。
- P600（“主要的”）：位于不列颠群岛，地形突起度大于600米的山峰；一共有120个P600山峰。
- Corbetts：位于苏格兰，海拔介于2500英尺（762米）和3000英尺（914米）之间，且地形突起度超过500英尺（152.4米）的山峰 ;一共有222个Corbetts。
- Marilyns：位于不列颠群岛，地形突起度大于150米（492英尺） 的山峰，无论海拔或其他特征；一共有2011个Marilyns。
- Simms ：位于不列颠群岛，海拔600米以上，且地形突起度超过30米的山峰；有2754个Simms。
- Wainwrights ：位于英国湖区，在Alfred Wainwright所著书籍“Pictorial Guide to the Lakeland Fells”中有提到的高地。
- Vandeleur-Lynams ：位于爱尔兰，海拔超过600米（1969英尺），地形突起度超过15米（49英尺）的山峰。爱尔兰一共有273个Vandeleur-Lynams。

## 北美
- 125座北美主要的四千米以上山峰。

### 加拿大
- 19座加拿大主要的四千米以上山峰。

### 墨西哥
- 8座墨西哥主要的四千米以上山峰。

### 美国
- 104座美国主要的四千米以上山峰。
- 美国本土的67座Fourteener（海拔大于14000英尺（4267.2米）以及地形突起度大于300英尺（91.44米）），包括：
  - 53座科罗拉多州的Fourteener，
  - 12座加利福尼亚的Fourteener，以及
  - 华盛顿州的雷尼尔山和Liberty Cap。
- 50座美国各州最高峰（海拔从105.2米（345英尺）到6193.5米（20320英尺））。
- 塞拉俱乐部安吉利斯分会的一些山峰收集分部维护着一些著名山峰的列表，并组织活动来攀登它们。
  - 塞拉俱乐部山峰分部维护着内华达山脉的山峰列表。[5]
  - 沙漠山峰分部攀登了美国西南部和墨西哥下巴的沙漠里的山峰。[6]
  - 百峰分部收集了南加利福尼亚州的所有277个海拔5000英尺（1524米）以上的山峰 。[7]
  - 矮山委员会维护着南加州海拔低于5000英尺（1524米）的山峰列表。[8]
  - 塞拉俱乐部Toiyabe分会维护着大盆地山峰列表[9]

- 纽约的阿第伦达克山脉中的46座最高峰（或者更确切地说，46座曾被认为是最高的山峰。成功的完成者有资格加入Adirondack Forty-Sixers）
- 新罕布什尔州的怀特山脉中的48座海拔超过4000英尺（1219米）的山峰。
- 新英格兰所有海拔超过4000英尺（1219米）的山峰。
- 新罕布什尔州最高的100座山峰。
- 新英格兰最高的100座山峰。
- 新英格兰“五十个最好的”（地形突起度最大的）山峰。
- 卡兹奇山所有海拔超过3500英尺（1066.8米）的山峰。那些攀登了这些山峰的人，以及他们中的四个在冬季第二次攀登的人，都有资格加入Catskill Mountain 3500 Club 。
- 东北地区111座山峰：白山48座山峰，阿第伦达克46座山峰和缅因州14座山峰，佛蒙特州的五座山峰和卡兹奇山两座海拔4000英尺（1219.2米）以上的山峰。
- 南部Sixers，或南部6000英尺以上山峰：位于阿巴拉契亚南部、北卡罗来纳州北部或田纳西州所有40座海拔超过6000英尺（1828.8米）的山峰。从技术上讲，在阿巴拉契亚南部有超过40座海拔超过6000英尺（1828.8米）的山峰，但该列表不包括受限制的山峰。
- 东部超越6000类似于南部Sixers：位于密西西比州以东海拔超过6000英尺（1828.8米）的所有41座山峰。其中包括40座南部Sixers，再加上华盛顿山 (新罕布什尔州)。
- 萨拉纳克湖6er，纽约州阿第伦达山脉中环绕着萨拉纳克湖的6座山峰。 超级俱乐部会员资格授予可以在24小时内完成全部6座山峰的人。还有一个冬季6er。
- 阿第达伦克山俱乐部火塔挑战。由阿迪朗达克山俱乐部Glens Falls-Saratoga分会 （页面存档备份，存于）开创，徒步旅行者到访纽约州阿第达伦克公园内18座消防塔，以及卡兹奇山的全部5座消防塔。

## 中美洲

### 危地马拉
- 危地马拉的两个4000米主要山峰。

### 南美洲
安第斯山脉主要山峰的标准列表是John Biggar于1996年首次编制并在其《安第斯山脉指南》中列出的6000m级山峰列表。 该列表目前列出了102座山峰，没有已知的完成者。

## 亚洲

### 中国
- 中国山峰列表
- 32座中国各省最高峰
- 香港山峰
- 上海山峰列表

中国的圣山，包括
- 中国古代五大名山，五岳，另见三山五岳
- 道教名山
- 四大佛教名山
- 藏区八大神山

中国各省的各地级行政区的最高峰列表
- 安徽省各地级行政区最高峰列表
- 福建省各地级行政区最高峰列表
- 广西壮族自治区各地级行政区最高峰列表
- 广东省各地级行政区最高峰列表
- 河北省各地级行政区最高峰列表
- 河南省各地级行政区最高峰列表
- 湖北省各地级行政区最高峰列表
- 湖南省各地级行政区最高峰列表
- 吉林省各地级行政区最高峰列表
- 江苏省各地级行政区最高峰列表
- 江西省各地级行政区最高峰列表
- 辽宁省各地级行政区最高峰列表
- 内蒙古自治区各地级行政区最高峰列表
- 青海省各地级行政区最高峰列表
- 山东省各地级行政区最高峰列表
- 山西省各地级行政区最高峰列表
- 四川省各地级行政区最高峰列表
- 浙江省各地级行政区最高峰列表

### 日本
- 日本百名山-深田久弥选定的日本主要山峰
- 日本三千米以上山峰-日本21个主要的3000米山峰

### 印度尼西亚
- Ribu列表，位于印度尼西亚且地形突起度至少为1000米（3281英尺）的山峰，即Ribus。

### 台湾
- 台湾百岳
- 台湾山峰地形突起度列表

## 澳大利亚
在澳大利亚，热门的山峰收集挑战包括State 8：六个州和两个地区（不包括澳大利亚的外部地区）的最高峰。
Abels是塔斯马尼亚州海拔1100米以上的一组峰，在任何方向与其他山脉通过至少150米高度落差隔开。以第一位看到塔斯马尼亚岛的欧洲人亚伯塔斯曼（Abel Tasman）的名字命名。